# Ocean Jewel of St. Petersburg
Ocean Jewel of St. Petersburg (ранее Михаил Суслов (1982—1989), Пётр Первый (1989—2001), Ocean Empress (2001—2003)) — автомобильно-пассажирский паром класса Дмитрий Шостакович, проект B-492, построенный в Польской Народной Республике по заказу СССР и использовался преимущественно в качестве круизного судна, «плавучей клиники», а также «плавучего казино». Судами-близнецами являются Дмитрий Шостакович, Георг Отс, Константин Симонов, Лев Толстой, Михаил Шолохов и Константин Черненко.

## История постройки
Теплоход являлся одним из четырёх судов проекта Б-492, которые были построены для ЧМП (одно из них, «Констанин Симонов» впоследствии было передано в Балтийское морское пароходство). Был приведен в Одессу из Польши капитаном Владимиром Андреевичем Туманом и 30 декабря 1982 года принят в состав ЧМП.
При закладке назывался «Василий Соловьёв-Седой», затем переименован в «Михаил Суслов» в память скончавшегося в 1982 году советского политического деятеля М. А. Суслова.
Всего для СССР было построено семь судов-близнецов: шесть судов класса Дмитрий Шостакович (проект B-492) и модифицированное судно Георг Отс (проект B-493). В ходе эксплуатации у головного судна были выявлены недостатки, связанные с неудовлетворительными мореходными качествами и переутяжеленностью корпуса. У первых четырёх судов класса Дмитрий Шостакович также были неоптимальны носовые обводы корпуса, что снижало мореходные качества судов. Указанные недостатки в значительной мере были устранены при строительстве последующих судов серии, а на первых судах носовая часть была заменена.

## Времена СССР
С 1983 по 1988 год судно работало на Крымско-Кавказской линии, иногда совершая круизы вокруг Европы с немецкими и польскими туристами на борту.
С 19 марта по 2 июня 1989 года в Бремерхафене на заводе «Ллойд Верфт» произведено переоборудование судна в глазную клинику, возглавляемую Святославом Фёдоровым.
Изначально предполагалось, что на борту будут работать одновременно четыре группы врачей. Судно будет курсировать по Чёрному и Средиземному морям в режиме круизного плавания, а на стоянках — осуществлять глазные операции за дополнительную оплату.
Эксплуатирующая фирма получила название «Флокс» (от флот+око+сервис). 4 июля 1989 года переоборудованное судно прибыло в Одессу под командованием капитана Александра Николаевича Камудо.
Начали предприниматься попытки к переименованию судна. Предлагались разные варианты, в их числе «Антон Чехов», «Михаил Булгаков», но в итоге министерство отдало приказ о переименовании из «Михаила Суслова» в «Пётр Первый»
Под новым названием в конце 1989 года теплоход отправился в ОАЭ, где простоял в качестве глазной клиники до апреля 1990 года. Работа клиники была нарушена войной в Персидском заливе и «Пётр Первый» перешёл работать в порт Ларнака на Кипре. Деятельность клиники продолжалась до января 1991 года, когда решением Совкомфлота «Флокс» был ликвидирован как недостаточно прибыльное предприятие.

## После распада СССР
После ликвидации «Флокс» и распада СССР, «Пётр Первый» работал в режиме обычного круизного судна с опломбированым медблоком. После встречи Святослава Федорова с руководством ЧМП, в феврале 1993 года работа плавучей клиники была возобновлена. Первым портом работы был Гибралтар.

## Передача судна
В октябре 1995 года судно было отдано во фрахт компании «Parkdale Int. Inc.» (США), образованной днепропетровским банком «Славянский».
Осенью 1997 года в связи с убыточностью бизнеса операции на судне остановились и клиника закрылась — на этот раз окончательно. Врачи уехали, остались лишь моряки, обеспечивающие жизнедеятельность судна.

## Арест в ОАЭ
Растущие долги и последовавший вслед за этим кризис «Черноморского пароходства» привели к повторному аресту судна в конце декабря 1997 года в порту Джебель-Али (ОАЭ). Иск на сумму в 11 миллионов долларов в отношении Государственной судоходной компании «Черноморское морское пароходство» (ГСК ЧМП) выставила египетская компания «Bancomar». Несмотря на то, что «Петр Первый» в 1996 году был де-юре продан либерийской компании «Sovereign Maritime Inc.», суд ОАЭ признал сделку купли-продажи незаконной и наложил на судно арест за долги ГСК ЧМП.
С начала весны 1998 года начали происходить сбои в снабжении судна, с 1 марта 1998 года экипажу перестали выплачивать зарплату. 20 октября того же года фрахтователь отказался от содержания судна из-за несоблюдения условий фрахта.
Экипаж был вынужден пить техническую воду и просить подаяния у местных жителей для пропитания. На судне отсутствовало водоснабжение, электропитание, не работала канализационная система. В начале 1999 года вместо снабжения на судно из ГСК ЧМП был прислан священник, намеревавшийся обратить в православную веру американских военных и взимать с них пожертвования.
Хотя 3 июля 1999 года Кабинет Министров Украины утвердил постановление № 1180 «О продлении срока действия постановления Кабинета министров от 19 октября 1998 года N1587», которое предусматривало выделение суммы, эквивалентной 1 млрд 423 млн долларов для финансирования затрат по погашению задолженностей по зарплате экипажам арестованных судов ГСК «ЧМП» за счёт резервного фонда правительства, судьба этих денег в отношении теплохода осталась неизвестна.
8 февраля 2000 года суд города Дубая принял решение об освобождении теплохода из-под ареста.
В 2001 году в Дубае теплоход «Пётр Первый» был продан.

## Конец карьеры
2001 году «Пётр Первый» переименован в «Ocean Empress», а затем в 2003 году в «Ocean Jewel of St. Petersburg» и переоборудован фирмой «Titan Cruise Lines» в казино.
Находясь за пределами территориальных вод США, судно служило плавучей платформой для залов игровых автоматов вблизи города Сент-Питерсберг (англ. St. Petersburg, Флорида, США).
В 2005 году «Titan Cruise Lines» обанкротилась, После банкротства последнего хозяина судна, и невозможности с его стороны нести финансовые затраты на содержание теплохода, а также при полном отсутствии и покупательского спроса на бывший лайнер, на Американской судоверфи, где он находился, было принято решение о разделке судна прямо на месте. По одному из источников, эти работы по разделке бывшего "Михаила Суслова" уже завершились.
После разделки судна, остаётся лишь четыре судна типа "Дмитрий Шостакович": это - головное судно серии, а также бывшие "Лев Толстой", "Константин Симонов" и "Русь"(1986 г. постр.). Единственное судно данного типа, остававшееся на постсоветском пространстве - Российский теплоход "Георг Отс" также являющийся головным судном серии и базировавшееся во Владивостоке был тайно угнан руководителем ООО «Техномарин» Сергеем Гилевым. Судно отремонтированное за 250млн р. к саммиту стран АТР 2012г.  дальнейшем «Георг Отс» был незаконно разделан на металлолом, а вырученные денежные средства присвоены директором «Техномарина» Гилевым, который скрылся за пределами Приморья. Мошенничество было совершено через субаренду судна одной из китайских компаний. Последний сигнал судна был зафиксирован в китайском порту Джоушань 6 марта 2013 года.  Разделан на металлолом в Китае о чем было объявлено в июне 2014 года.

## Капитаны теплохода
Многолетний «штатный» капитан
- Александр Николаевич Камудо (1988—1998)

Подменные капитаны
- Владимир Андреевич Туман
- Владимир Александрович Сорокин
- Эдуард Николаевич Борисов
- Александр Васильевич Беспалов
- Валерий Васильевич Добранов
- Владимир Владимирович Коваленко